# Heráclides de Tarento (arquitecto)
Heráclides (en griego antiguo: Ἡρακλείδης), también conocido como Heráclides de Tarento (en griego antiguo: Ἡρακλείδης ὁ Ταραντῖνος) (fl. 212-199 a. C.) fue un  antiguo arquitecto griego  de Tarento, en la Magna Grecia, que más tarde sirvió como consejero y comandante militar a las órdenes del rey Filipo V de Macedonia.
Durante la segunda guerra púnica, al arquitecto Heracleides se le habían encomendado algunas reparaciones de las murallas de Tarento(en aquel momento controlada por los cartagineses), cuando fue acusado de pretender traicionar la ciudad a los romanos. Como consecuencia de esta acusación, huyó de su ciudad natal y se refugió en el campamento romano, pero pronto se sospechó que había entablado negociaciones secretas con Aníbal y la guarnición cartaginesa. Tras esta doble traición, consideró prudente abandonar Italia y se dirigió a la corte de Filipo V de Macedonia. Allí, por su habilidad y astucia, se hizo útil al rey como una herramienta conveniente para llevar a cabo los planes más nefastos, y finalmente se elevó a un alto lugar en su favor y confianza. Se dice que se ganó esto especialmente por la dirección con la que, fingiendo haber sido maltratado y desterrado por Filipo, se congració con los rodios y consiguió incendiar su arsenal y quemar gran parte de su flota. No es difícil creer que un hombre que había ascendido al poder por tales artes como estas, abusara de él una vez alcanzado: y se nos dice que hizo uso de su influencia con el rey para deshacerse de todos los que se oponían a sus puntos de vista, e incluso le indujo a dar muerte a cinco de los principales miembros de su consejo de estado a la vez. Pero con estas y otras medidas hizo a Filipo tan odioso para sus súbditos, que el rey finalmente se vio obligado a ceder al clamor popular, desplazó a Heráclides, a quien no hacía mucho había empleado al mando de su flota, y lo metió en prisión, en el año 199 a. C. No se sabe si fue ejecutado posteriormente.